# Savezničke okupacijske zone u Njemačkoj
Saveznička okupacijska uprava u Njemačkoj bila je uprava država pobjednica u Drugom svjetskom ratu nad njemačkim teritorijem od poraza Nacističke Njemačke 1945. do osnivanja Istočne i Zapadne Njemačke 1949. godine.
Saveznici su uspostavili zajedničku vlast i suverenitet nad Njemačkom u cjelini, dakle svim teritorijima bivšeg Njemačkog Reicha zapadno od linije Odra – Nisa proglasivši poraz nacističke Njemačke smrću Adolfa Hitlera (Berlinska deklaracija 1945.). Četiri su sile u administrativne svrhe podijelile Njemačku u cjelini na četiri okupacijske zone pod trima zapadnim saveznicima (Sjedinjene Države, Ujedinjeno Kraljevstvo, Francuska) i Sovjetskim Savezom. Ova je podjela ratificirana na Potsdamskoj konferenciji u kolovozu 1945. godine. Četiri zone dogovorile su Sjedinjene Američke Države, Ujedinjeno Kraljevstvo i Sovjetski Savez na konferenciji u Jalti u veljači 1945. odbacujući raniju podjelu na tri zone (isključujući Francusku) predloženu Londonskim protokolom iz rujna 1944. godine.
Odstupajući od okupacijskih zona planiranih prema Londonskom protokolu 1944., Sjedinjene Američke Države, Ujedinjeno Kraljevstvo i Sovjetski Savez odlučile su odvajanje teritorija istočno od linije Odra – Nisa od Njemačke, a točna granična linija trebala se odrediti konačnim njemačkim mirovnim ugovorom. Od ožujka 1945. do srpnja 1945. ta su bivša istočna njemačka područja bila pod vlašću sovjetskih vojnih okupacijskih vlasti, ali nakon konferencije u Potsdamu predana su sovjetskim i poljskim civilnim upravama i prestala su biti dio savezničke Njemačke.
U posljednjim tjednima borbi u Europi snage Sjedinjenih Američkih Država probile su dogovorene granice budućih okupacijskih zona i prodrle na nekim mjestima čak 320 km u dubinu. Takozvana linija dodira između sovjetskih i američkih snaga na kraju neprijateljstava, koja je uglavnom ležala istočno od unutarnje njemačke granice uspostavljene u srpnju 1945., bila je privremena. Nakon dva mjeseca okupacije područja koja su bila dodijeljena sovjetskoj zoni američke su se snage povukle prvih dana srpnja 1945. To je bio ključan potez koji je uvjerio Sovjetski Savez da dopusti američkim, britanskim i francuskim snagama ulazak u pripadajuće okupacijske sektore u Berlinu, a to se dogodilo otprilike u isto vrijeme.

## Teritoriji koje je Njemačka pripojila između 1938. i 1945. godine
Svi teritoriji Austrije i Čehoslovačke koje je Njemačka pripojila prije rata vraćeni su tim zemljama. Litvanski teritorij koji je Njemačka anektirala prije Drugog svjetskog rata, tzv. teritorij Memela, Sovjetski Savez je pripojio 1945. i prenio u Litvansku SSR. Svi belgijski, francuski, luksemburški, poljski i jugoslavenski teritoriji koje je Njemačka pripojila tijekom rata vraćeni su pripadajućim zemljama.

## Okupacijske zone

### Američka zona
Američku zonu u južnoj Njemačkoj činile su Bavarska (bez Falačkog porajnja i okruga Lindau koja su pripala francuskoj zoni) i Hessena (bez regije Rhenish Hessen i regije Montabaur, također dijelom francuske zone) s novim glavnim gradom u Wiesbadenu, te sjevernih dijelova Württemberga i Badena. Zajedno su formirali saveznu državu Württemberg-Baden i postali sjeverni dijelovi današnje njemačke pokrajine Baden-Württemberg osnovane 1952.
Luke Bremen (na donjoj rijeci Weser) i Bremerhaven (na ušću rijeke Weser u Sjeverno more) također su stavljene pod američku kontrolu zbog zahtjeva Sjedinjenih Država da imaju kontrolu nad dijelom teritorija u sjevernoj Njemačkoj. Krajem listopada 1946. u američkoj zoni živjelo je:
- 8.7 milijuna stanovnika u Bavarskoj
- 3,97 milijuna stanovnika u Hessenu
- 3.6 milijuna stanovnika u Württemberg-Badenu
- 0,48 milijuna stanovnika u Bremenu[4]

Sjedište američke vojne vlade bila je bivša zgrada konglomerata kemijske industrije IG Farben u Frankfurtu na Majni.
Nakon potpunog zatvaranja svih nacističkih njemačkih medija, pokretanje i rad potpuno novih novina započelo je licenciranjem pomno odabranih Nijemaca za izdavače. Nijemci koji nisu bili uključeni u nacističku propagandu dobili su dozvole za osnivanje novina, uključujući Frankfurter Rundschau (kolovoz 1945.), Der Tagesspiegel (Berlin, rujan 1945.) i Süddeutsche Zeitung (München, listopad 1945.). Radiostanicama je upravljala vojna vlada. Kasnije su Radio Frankfurt, Radio München (München) i Radio Stuttgart ustupili mjesto Hessischer Rundfunku, Bayerischer Rundfunku, odnosno Süddeutscher Rundfunku. Radiopostaja RIAS u Zapadnom Berlinu ostala je pod američkom kontrolom.

### Britanska zona
Do svibnja 1945. britanska i kanadska vojska oslobodile su Nizozemsku i osvojile sjevernu Njemačku. Kanadske snage povukle su se u domovinu nakon njemačke predaje, ostavljajući sjevernu Njemačku pod britanskom okupacijom.
U srpnju su se Britanci povukli iz glavnog grada Mecklenburga Schwerina koji su preuzeli od Amerikanaca nekoliko tjedana prije, jer je prethodno bilo dogovoreno da ga okupira Crvena armija. Kontrolno povjerenstvo za Njemačku (britanski element) (CCG/BE) prepustilo je Sovjetskom Savezu više dijelova svog okupacijskog područja, konkretno Amt Neuhaus iz Hannovera i neke eksklave i rubove Braunschweiga, primjerice okrug Blankenburg, te su u skladu sa sporazumom Barber-Lijaščenko razmijenili neka sela između britanskog Holsteina i sovjetskog Mecklenburga.
Unutar britanske okupacijske zone, CCG/BE je ponovno uspostavio grad Hamburg kao saveznu državu, ali s granicama koje je nacistička vlada formirala 1937. Britanci su također stvorili nove njemačke savezne države:
- Schleswig-Holstein nastaje 1946. iz pruske pokrajine Schleswig-Holstein,
- Donja Saska nastaje spajanjem Braunschweiga, Oldenburga i Schaumburg-Lippea s državom Hannover 1946. godine; i
- Sjeverna Rajna-Vestfalija nastaje spajanjem Lippea s pruskim pokrajinama Rajnland (sjeverni dio) i Vestfalija tijekom 1946. – 1947.

Također 1947. godine američka okupacijska zona koja se nalazila u unutrašnjosti nije imala lučkih gradova, tako su Slobodni Hanzeatski grad Bremen i Bremerhaven postali eksklave unutar britanske zone.
Krajem listopada 1946. u Britanskoj zoni živjelo je:
- 11.7 milijuna stanovnika u Sjevernoj Rajni - Vestfaliji
- 6.2 milijuna u Donjoj Saski
- 2.6 milijuna u Schleswig-Holsteinu
- 1.4 milijuna u Hamburgu[4]

Britansko sjedište je od 1946. izvorno bilo u gradu Bad Oeynhausenu, ali je 1954. preseljeno u Mönchengladbach gdje je bilo poznato kao JHQ Rheindahlen.

#### Belgijske, Poljske i Norveške zone
Vojne jedinice iz drugih zemalja bile su smještene unutar britanske okupacijske zone. Belgiji je dodijeljen teritorij kojeg je okupirala njena vojska. Belgijski teritorij okupacije protezao se oko 200 kilometara duž belgijsko-njemačke granice na jugu britanske zone i obuhvaćao je važne gradove poput Kölna i Aachena. Belgijska okupacijska vojska u Njemačkoj (od 1951. "Belgijske snage u Njemačkoj") postala je autonomna 1946. pod zapovjedništvom Jean-Baptiste Pirona. Belgijsko vojno osoblje ostalo je u Njemačkoj do 31. prosinca 2005.
Poljske jedinice uglavnom iz 1. oklopne divizije bile su stacionirane u sjevernom području okruga Emsland, kao i u područjima Oldenburg i Leer. Ova je regija graničila s Nizozemskom i prostirala se površinom od 6 500 km2. Raniji britanski prijedlozi da ovaj teritorij postane formalna poljska okupacijska zona ubrzo su napušteni zbog protivljenja Sovjeta. U zoni se nalazio veliki logor za prihvat uglavnom raseljenih osoba, a njime je upravljala poljska vlada u egzilu. Administrativno središte poljske okupacijske zone bio je grad Haren čije je njemačko stanovništvo privremeno deportirano, a grad je preimenovan u Maczków (po Stanislavu Maczeku) od 1945. do 1947. godine. Nakon što su Britanci priznali prosovjetsku vladu u Poljskoj i povukli priznanje poljske vlade u egzilu sa sjedištem u Londonu, poljska okupacijska zona okruga Emsland postala je izvor tenzija sa Sovjetskim Savezom. Poljske su jedinice u sastavu britanske vojske demobilizirane u lipnju 1947. godine. Deportiranom njemačkom stanovništvu Emslanda dopušten je povratak, a posljednji poljski stanovnici otišli su 1948. godine.
Godine 1946. norveške brigade u Njemačkoj brojale su 4 000 vojnika stacioniranih u Hannoveru, među kojima je bio i budući kancelar Willy Brandt (tada norveški državljanin) kao ataše za tisak.
Još jedno posebno obilježje britanske zone bila je Bonnska enklava. Nastala je u srpnju 1949. i nije bila pod britanskom ili bilo kojom drugom savezničkom kontrolom, već pod kontrolom Savezničkog visokog povjerenstva. U lipnju 1950. Ivone Kirkpatrick postaje britanski visoki povjerenik za Njemačku. Kirkpatrick je imao na sebi golemu odgovornost, posebno tijekom pregovora o bonsko – pariškoj konvenciji tijekom 1951. – 1952., koja je prekinula okupaciju i dopustila Zapadnoj Njemačkoj ponovo formiranje vlastite vojske.

### Francuska okupacijska zona
Francuskoj Republici isprva nije bila dodijeljena okupacijska zona u Njemačkoj, ali su britanska i američka vlada kasnije pristale ustupiti neke zapadne dijelove svojih okupacijskih zona Francuskoj vojsci. U travnju i svibnju 1945. francuska 1. armija zauzela je Karlsruhe i Stuttgart te osvojila teritorij koji se protezao do Hitlerova "Orlovog gnijezda" i najzapadnijeg dijela Austrije. U srpnju su Francuzi prepustili Stuttgart Amerikancima, a u zamjenu su dobili kontrolu nad gradovima zapadno od Rajne, primjerice Mainza i Koblenza. Francuska je tako kontrolirala dva susjedna njemačka područja duž francuske granice koja su se dodirivala u samo jednoj točki uz rijeku Rajnu. U francuskoj okupacijskoj zoni osnovane su tri njemačke savezne države: Rheinland-Pfalz na sjeveru i zapadu, te Württemberg-Hohenzollern i Južni Baden, koje su kasnije formirale Baden-Württemberg zajedno s Württemberg-Badenom iz američke zone.
Francuska okupacijska zona uključivala je i Saarski protektorat, koji je odvojen u posebnu državu izvan savezničke jurisdikcije 16. veljače 1946. Do 18. prosinca 1946. uspostavljena je carinska kontrola između područja Saara i Njemačke okupirane od saveznika. Francuska zona ustupila je dodatna područja Saarskom protektoratu (sredinom 1946., početkom 1947. i početkom 1949.). Francuskoj je zoni pripadao i grad Büsingen am Hochrhein, njemačka eksklava odvojena od ostatka zemlje uskim pojasom neutralnog švicarskog teritorija. Švicarska vlada pristala je dozvoliti ograničenom broju francuskih vojnika prolaz kroz njezin teritorij radi očuvanja reda u Büsingenu.
Krajem listopada 1946. u Francuskoj zoni je živjelo:
- 2,7 milijuna stanovnika u Rheinland-Pfalzu
- 1,2 milijuna stanovnika u južnom Badenu
- 1,05 milijuna stanovnika u Württemberg-Hohenzollernu

(Saarski protektorat imao je 0,8 milijuna stanovnika.)

#### Luksemburška zona
Studenoga 1945. Luksemburgu je dodijeljena jedna zona unutar francuskog sektora. Luksemburška 2. pješačka bojna bila je stacionirana u Bitburgu, a 1. bojna poslana je u Saarburg. Posljednje luksemburške vojne snage u Bitburgu, napustile su Njemačku 1955.

### Sovjetska zona
Sovjetska okupacijska zona uključivala je Tiringiju, Sasku, Sasku-Anhalt, Brandenburg i Mecklenburg-Zapadnu Pomorinu. Sovjetska vojna uprava u Njemačkoj imala je sjedište u Berlinu.
Krajem listopada 1946. u sovjetskoj je zoni živjelo:
- 5,5 milijuna stanovnika u Saskoj
- 4,1 milijun stanovnika u Saskoj-Anhaltu
- 2,9 milijuna stanovnika u Tiringiji
- 2,5 milijuna stanovnika u Brandenburgu
- 2,1 milijun stanovnika u Mecklenburgu.[4]

## Berlin
Iako se u potpunosti nalazio u sovjetskoj zoni, zbog svoje simbolične važnosti kao glavnog grada i sjedišta bivše nacističke vlade, grad Berlin zajednički su okupirale savezničke sile i podijelile ga na četiri sektora. Sve četiri okupacijske sile držale su određene privilegije u cijelom Berlinu koje nisu bile prisutne u ostalim dijelovima Njemačke, što je vrijedilo i za sovjetski sektor Berlina, koji je bio pravno odvojen od ostatka sovjetske zone.
Krajem listopada 1946. u Berlinu je živjelo:
- Zapadni sektor 2,0 milijuna
- Sovjetski sektor 1,1 milijuna stanovnika.[4]

## Ostali njemački teritoriji
Na Potsdamskoj konferenciji 1945. svi njemački teritoriji istočno od linije Odra - Nisa (Istočna Pomeranija, Neumark, Šleska i južni dio Istočne Pruske) dodijeljeni su Poljskoj kao teritoriji "pod privremenom upravom" do konačnog mirovnog ugovora o Njemačkoj. Prema mirovnom sporazumu iz rujna 1990. sjeverni dio Istočne Pruske postao je Kalinjingradska oblast u sastavu Sovjetskog Saveza. Malo područje zapadno od Odre u blizini Szczecina, također je pripalo Poljskoj. Većina njemačkih državljana s prebivalištem u tim područjima protjerana je, a njihova je nepokretna imovina eksproprirana.
Saarska oblast, važno njemačko područje bogato ležištima ugljena, pretvoreno je u Saarski protektorat. Saarski protektorat je izuzet iz francuske okupacijske zone 16. veljače 1946. i proglašen je nezavisnim entitetom. U svom poznatom Stuttgartskom govoru 6. rujna 1946. američki državni tajnik James F. Byrnes izjavio je u vezi odvajanja Saarske oblasti da "Sjedinjene Države ne osjećaju da mogu odbiti zahtjev Francuske za pripojenje teritorija Saara, pošto ju je Njemačka u 70 godina tri puta napala."
Do 18. prosinca 1946. uspostavljena je carinska kontrola između Saarskog protektorata i okupirane Njemačke. Većini njemačkih državljana s prebivalištem u području Saara bilo je dopušteno da ostanu i zadrže svoju imovinu. Povratnicima koji su pobjegli od ratnih djelovanja bilo je dopušteno da se vrate, osobito su bile dobrodošle izbjeglice koje su pobjegle od nacističke diktature, primjerice Židovi i politički disidenti.
Protektorat je bio nominalno neovisna država spram Njemačke i Francuske, ali njegovo je gospodarstvo čvrsto integrirano u ono francusko. Područje Saara naknadno je više puta prošireno pripojenjem teritorija iz francuske okupacijske zone, najprije sredinom 1946., pa početkom 1947. (kada je 61 općina vraćena u francusku zonu) i početkom 1949. godine. Dana 15. studenog 1947. francuska je valuta postala zakonsko sredstvo plaćanja u Saarskom protektoratu, a nedugo nakon toga uslijedila je potpuna integracija Saara u francusko gospodarstvo (carinska unija od 23. ožujka 1948.). U srpnju je stanovništvu Saara oduzeto njemačko državljanstvo i dodijeljeno autonomno saarsko državljanstvo.

## Stanovništvo
U listopadu 1946. stanovništvo različitih zona i sektora bilo je sljedeće:
| Država, sektor ili drugi teritorij | Zona                           | Stanovništvo  |
| ---------------------------------- | ------------------------------ | ------------- |
| Bavarska                           | američka                       | 8,7 milijuna  |
| Hesse                              | američka                       | 3,97 milijuna |
| Württemberg-Baden                  | američka                       | 3,6 milijuna  |
| Bremen                             | američka                       | 0,48 milijuna |
| Sjeverna Rajna-Vestfalija          | britanska                      | 11,7 milijuna |
| Donja Saska                        | britanska                      | 6,2 milijuna  |
| Schleswig-Holstein                 | britanska                      | 2,6 milijuna  |
| Hamburg                            | britanska                      | 1,4 milijuna  |
| Rajna-Palatinat                    | francuska                      | 2,7 milijuna  |
| Južni Baden                        | francuska                      | 1,2 milijuna  |
| Württemberg-Hohenzollern           | francuska                      | 1,05 milijuna |
| Saska                              | sovjetska                      | 5,5 milijuna  |
| Saska-Anhalt                       | sovjetska                      | 4,1 milijuna  |
| Tiringija                          | sovjetska                      | 2,9 milijuna  |
| Brandenburg                        | sovjetska                      | 2,5 milijuna  |
| Mecklenburg-Zapadna Pomeranija     | sovjetska                      | 2,1 milijuna  |
| Berlin (zapadni sektori)           | američki, britanski, francuski | 2,0 milijuna  |
| Berlin (sovjetski sektor)          | sovjetski                      | 1,1 milijuna  |
| Saarski protektorat                | odvojeni francuski protektorat | 0,8 milijuna  |

## Uprava i nastanak dviju njemačkih država
Izvorni saveznički plan o upravljanju Njemačkom kao jedinstvenom jedinicom kroz Savezničko nadzorno vijeće propao je 1946. – 1947. zbog rastućih napetosti među saveznicima. Ujedinjeno Kraljevstvo i SAD zalagale su se za suradnju među saveznicima, Francuska je ometala svaku suradnju i promicala politiku podjele Njemačke na više nezavisnih država, a Sovjetski Savez je od početka jednostrano primjenjivao elemente marksističkog političko-ekonomskog sustava (prisilna preraspodjela zemljišta, nacionalizacija poduzeća). Dodatni je spor bila preraspodjela poslijeratnih prognanika među okupacijskim zonama. Dok su se Velika Britanija, SAD i Sovjetski Savez složili prihvatiti, smjestiti i hraniti oko šest milijuna prognanih njemačkih državljana iz bivše istočne Njemačke i četiri milijuna protjeranih Nijemaca iz Čehoslovačke, Poljske, Mađarske i Jugoslavije u svoje zone, Francuska općenito nije pristala na prisilnu seobu stanovništva odlučenu Potsdamskim sporazumom (odluka donesena bez doprinosa Francuske). Stoga je Francuska odbijala prihvatiti u vlastitu okupacijsku zonu one ratne izbjeglice kojima je uskraćen povratak u njihove domove na teritorijima Istočne Njemačke ili siromašne poslijeratne prognanike koji su tamo eksproprirani, a pogotovo se protivila njihovom prihvatu u Saarski protektorat. Njemačkom stanovništvu, koje se vratilo nakon nacističkog progona (npr. Židovi i politički disidenti) i izbjeglicama od ratnih razaranja (npr. evakuacije prilikom zračnih napada), bilo je dopušteno da se vrate svojim kućama u područje pod francuskom kontrolom. Ostali su saveznici snažno izražavali negodovanje što moraju snositi teret zbrinjavanja prognanika iz područja iz kojih su protjerani.
U praksi, svaka od četiri okupacijske sile imala je ovlaštenja suverene države u svojim zonama i provodila je različitu politiku prema stanovništvu te lokalnim i državnim vlastima. S vremenom se u zapadnim zonama razvila uniformna uprava, najprije kao tzv. Bizone spajanjem američke i britanske zone 1. siječnja 1947., a kasnije i Trizone (nakon uključivanja francuske zone). Potpuni slom savezničke suradnje istok – zapad i zajedničke uprave u Njemačkoj postao je jasan sovjetskim nametanjem Berlinske blokade koja se provodila od lipnja 1948. do svibnja 1949. godine. Tri zapadne zone spojene su u Saveznu Republiku Njemačku u svibnju 1949., a sovjetski odgovor na taj potez uslijedio je u listopadu 1949. uspostavom Njemačke Demokratske Republike (DDR).
Na zapadu se okupacija nastavila do 5. svibnja 1955., sve do stupanja na snagu Općeg ugovora (njem. Deutschlandvertrag). Međutim, stvaranjem Savezne Republike Njemačke u svibnju 1949., vojne guvernere zamijenili su visoki civilni povjerenici (njem. Hochkommissar), čije su ovlasti bile između ovlasti guvernera i ovlasti veleposlanika. Kad je Deutschlandvertrag stupio na snagu okupacija je prestala, zapadne okupacijske zone prestale su postojati, a visoke povjerenike zamijenili su veleposlanici. Zapadnoj Njemačkoj također je bilo dopušteno uspostaviti vojsku, a Bundeswehr ili Federalne obrambene snage osnovane su 12. studenoga 1955. godine.
Slična situacija dogodila se u Istočnoj Njemačkoj. Demokratska Republika Njemačka (DDR) osnovana je 7. listopada 1949. Dana 10. listopada sovjetsku vojnu upravu u Njemačkoj zamijenilo je Sovjetsko nadzorno povjerenstvo, iako je ograničeni suverenitet dodijeljen vladi DDR-a tek 11. studenoga 1949. godine. Nakon smrti Josipa Staljina u ožujku 1953., Sovjetsko nadzorno povjerenstvo zamijenjeno je 28. svibnja 1953. uredom sovjetskog visokog povjerenika. Taj je ured ukinut (i zamijenjen veleposlanikom), a (opći) suverenitet dodijeljen je DDR-u, kada je Sovjetski Savez 20. rujna 1955. s njom zaključio državni ugovor (njem. Staatsvertrag). DDR je 1. ožujka 1956. osnovala vlastitu vojsku, Nacionalnu narodnu armiju (NVA).
Unatoč dodjeli općeg suvereniteta objema njemačkim državama 1955., niti jedna od dviju njemačkih država nije uživala potpunu i neograničenu suverenost prema međunarodnom pravu, sve do ponovnog ujedinjenja Njemačke u listopadu 1990. Iako je Zapadna Njemačka bila neovisna, zapadni saveznici zadržali su ograničenu pravnu nadležnost nad "Njemačkom u cjelini" u odnosu na Zapadnu Njemačku i Berlin. Istovremeno, Istočna Njemačka je od satelitske države Sovjetskog Saveza dobivala sve veću neovisnost djelovanja, osim u pitanjima sigurnosti, gdje se uvijek oslanjala na sovjetsku vlast. Odredbe Ugovora o konačnom statusu Njemačke, poznate i kao "Ugovor dva plus četiri", kojim se ujedinjenoj Njemačkoj daju puna suverena ovlaštenja, postale pravomoćne tek 15. ožujka 1991., nakon što su sve vlade sudionice ratificirale ugovor. Kako je predviđeno Ugovorom, posljednje okupacijske trupe napustile su Njemačku 1994. kada su ruske trupe napustile njezin teritorij, iako su belgijske snage ostale na njemačkom teritoriju do kraja 2005. godine.
Plebiscitom iz 1956. okončana je francuska uprava Saarskog protektorata, koja se 1. siječnja 1957. pridružila Saveznoj Republici Njemačkoj kao Saarland, postavši tako njezina deseta savezna država.
Grad Berlin nije bio dijelom nijedne države i nastavio je postojati pod savezničkom okupacijom sve do ponovnog ujedinjenja Njemačke u listopadu 1990. Tri su zapadna sektora Berlina u administrativne svrhe spojena u entitet Zapadni Berlin. Sovjetski sektor postao je poznat kao Istočni Berlin i, premda ga zapadne sile nisu priznale kao dio Istočne Njemačke, DDR ga je proglasio svojim glavnim gradom (njem. Hauptstadt der DDR).

## Okupacijska politika
Sa završetkom Drugog svjetskog rata na zapadu, general Dwight Eisenhower proglasio je politiku nebratimljenja između američkih vojnika pod njegovim zapovjedništvom u okupiranoj Njemačkoj i mjesnoga stanovništva. Ta se politika s vremenom postupno ublažavala. Do lipnja 1945. zabrane razgovora s njemačkom djecom postala je manje stroga. U srpnju je u određenim okolnostima postalo moguće razgovarati s odraslim Nijemcima. U rujnu je ta politika potpuno odbačena i u Austriji i u Njemačkoj.

### Zatvaranja
Zbog velikog broja razoružanih neprijateljskih snaga zatvorenih u logorima za vojne zarobljenike (njem. Rheinwiesenlager) diljem zapadne Njemačke, Amerikanci i Britanci, ali ne i Sovjeti, koristili su naoružane jedinice tzv. Feldgendarmerie za održavanje nadzora i discipline u logorima. U lipnju 1946. godine ove njemačke jedinice vojne policije postale su posljednje postrojbe Wehrmachta koje su predale svoje oružje zapadnim silama.
Do prosinca 1945. preko 100 000 njemačkih civila zatvoreno je zbog prijetnji sigurnosti i zbog mogućeg suđenja i osude kao članova zločinačkih organizacija.

### Pothranjenost
Do proljeća 1946. službeni obroci za civile u američkoj zoni nisu prelazili 1 275 kalorija (5 330 kJ) dnevno, a u nekim su područjima bili oko 700 kalorija (2 900 kJ) dnevno. U britanskoj zoni prehrana je bila vrlo oskudna, što je javnosti otkriveno tek tijekom posjeta britanskog (i židovskog) izdavača Victora Gollancza u listopadu i studenom 1946. godine. U Düsseldorfu je uobičajena 28-dnevna količina hrane trebala iznositi 1548 kalorija (6 480 kJ) dnevno uključujući 10 kilograma kruha mjesečno, ali kako je došlo do manjka pšenice, količina kruha po stanovniku bio je samo 8,5 kilograma mjesečno. No, kako je kruha bilo dovoljno samo za oko 50% toga „službenoga” obroka, ukupni manjak hrane za civilno stanovništvo iznosio je oko 50%, a ne 15% kako je navedeno u vladinom očitovanju Britanskome parlamentu 11. prosinca (dakle, samo oko 770 kalorija ili 3 200 kJ).  U knjizi Victora Gollancza nalaze se fotografije snimljene tijekom posjeta i njegova kritička pisma i novinski članci objavljeni u nekoliko britanskih novina (Times, Daily Herald, Manchester Guardian) itd.

### Pitanje očinstva djece američkih vojnika
Neki su saveznički vojnici iskoristili očajnu situaciju s hranom i koristili se zalihama hrane i cigaretama predviđenima za savezničke okupacijske snage kako bi došli do seksualnih usluga mjesnih njemačkih djevojaka. Ta je praksa kasnije postala poznata kao frau bite i opisana je u The New York Timesu 25. lipnja 1945.
Njemačke žene koje su zatrudnjele i imale djecu sa savezničkim vojnicima obično nisu dobivale pomoć za uzdržavanje djece. U ranom razdoblju okupacije američki vojnici nisu smjeli plaćati uzdržavanje za dijete čak i ako su priznali očinstvo, pošto se to smatralo „pomaganjem neprijatelju”. Brak između bijelih američkih vojnika i Austrijanki bio je dopušten tek u siječnju 1946., a s njemačkim ženama od prosinca 1946.
Djeca afroameričkih vojnika, obično zvana Negermischlinge (njem. „crnački mješanci”), koja čine oko tri posto od ukupnog broja djece čiji su očevi američki vojnici, bila su u posebno nepovoljnom položaju zbog svoje nemogućnosti prikrivanja očeva identiteta. Za mnoge bijele američke vojnike onoga doba, miješanje rasa bilo je nepodnošljiva uvreda, čak iako se radilo o bijelim ženama „neprijateljskoga” stanovništva. Afroamerički vojnici stoga nisu htjeli priznati svoje očinstvo jer bi to izazvalo odmazdu bijelih američkih vojnika, pa čak i optužbe za silovanje, zločin kojeg su vojne vlasti mnogo agresivnije kažnjavale kada je riječ o Afroamerikancima u usporedbi s bijelim vojnicima. Vjerojatnost osuđujuće presude vojnoga suda bila je vrlo velika, dijelom i zbog toga što se smatralo da njemačke žene ne bi nikad imale voljni seksualni odnos s Afroamerikancem. Kazna za silovanje mogla je biti i smrtna kazna. Čak i u rijetkim slučajevima u kojima je afroamerički vojnik bio spreman preuzeti odgovornost za očinstvo djeteta, američka je vojska zabranila međurasne brakove sve do 1948.
Između 1950. i 1955. Visoko savezničko povjerenstvo za Njemačku zabranilo je „postupak utvrđivanja očinstva ili odgovornosti za uzdržavanje djece”, a i nakon ukidanja zabrane, zapadnonjemački sudovi imali su male ovlasti nad američkim vojnicima.
Britanske su vlasti općenito bile manje stroge od američkih u pogledu bratimljenja, dok su francuske i sovjetske vlasti bile strože.
Dok je savezničkim vojnicima bilo naređeno poštivanje mjesnih zakona dok su bili u Njemačkoj, njemački sudovi nisu mogli procesuirati vojnike za zločine počinjene nad njemačkim građanima bez odobrenja okupacijskih vlasti. Ako je saveznički vojnik bio optužen za kriminal, okupacijske su vlasti radije procesuirale vojnika u okviru vojnoga pravosudnoga sustava. To je ponekad dovodilo do oštrijih kazni nego što bi to bilo predviđeno prema njemačkom zakonu. Primjerice, američki vojnici mogli su na vojnome sudu dobiti i smrtnu kaznu ako su osuđeni za silovanje.

### Uništavanje knjiga
Direktivom JCS 1067 do srpnja 1947. samo u američkoj, a nakon toga u svim okupacijskim zonama uređena je zapljena i uništavanje „literature i materijala nacističke i militarističke prirode”. Zaplijenjena knjižna građa nije spaljena, nego je tretirana kao stari papir za oporabu. Na popisu se našlo oko 35 000 naslova te je zabranjena sva literatura tiskana između 1933. i 1945. Sve knjige iz toga razdoblja uklonjene su iz knjižnica, škola, fakulteta, znanstvenih ustanova, knjižara, tiskara i privatnih domova. Zapljenjivanje su i knjige Friedricha Velikoga, Otta von Bismarcka i sve dostupne tiskovine o Olimpijskim igrama 1936. Zbog nestručnosti provoditelja zapljene uništeno je i nekoliko primjeraka Gutenbergove Biblije, neke od skladbi Richarda Straussa, djela braće Grimm te antikvarne knjige starije od razdoblja nacionalsocijalizma.

## Politika protjerivanja
Na Potsdamskoj konferenciji, na kojoj su pobjednički saveznici izradili planove za budućnost Njemačke, u članku XIII. Potsdamskoga sporazuma od 1. kolovoza 1945. zabilježeno je da će „morati biti poduzet transfer njemačkog stanovništva iz Poljske, Čehoslovačke i Mađarske u Njemačku...”, ali stihijsko je protjerivanje već započelo.
Mađarska, koja je bila u savezništvu s Njemačkom i čije se stanovništvo protivilo protjerivanju njemačke manjine, pokušala se oduprijeti transferu. Mađarska je morala popustiti pritisku koji su vršili uglavnom Sovjetski Savez i Savezničko nadzorno vijeće. Milijuni ljudi protjerani su s bivših istočnih teritorija Njemačke, Poljske, Čehoslovačke, Mađarske i drugdje u okupacijske zone UK-a, SAD-a i SSSR-a, koji su u Potsdamskom sporazumu pristali apsorbirati poslijeratne prognanike u svoje zone. Mnogi su prognanici dugo ostali u izbjegličkim logorima. Neki Nijemci ostali su u Sovjetskom Savezu i godinama su korišteni u prisilnome radu.
Francuska nije bila pozvana na konferenciju u Potsdamu, stoga je odlučila selektivno usvojiti neke odluke iz Potsdamskih sporazuma, a druge odbaciti. Francuska je ostala pri stavu da ne odobrava poslijeratna protjerivanja i da stoga nije dužna osigurati smještaj i prehranu prognanika u svojoj zoni. U prosincu 1946. francuska vojna vlada za Njemačku primila je u svoju zonu njemačke izbjeglice iz Danske, gdje je 250 000 Nijemaca našlo utočište od Sovjeta između veljače i svibnja 1945. To su očito bile ratne izbjeglice iz istočnih dijelova Njemačke, a ne poslijeratni prognanici.

### Primarni izvori
- Beate Ruhm Von Oppen, ed. Documents on Germany under Occupation, 1945–1954 (Oxford University Press, 1955) mrežno izdanje
- Clay, Lucius D. The papers of General Lucius D. Clay: Germany, 1945–1949, 21974.
- Miller, Paul D. „A bibliographic essay on the Allied occupation and reconstruction of West Germany, 1945–1955.”, Small Wars & Insurgencies, sv. 24, br. 4 (2013.), str. 751–759. DOI:10.1080/09592318.2013.857935

## Vanjske poveznice
- The Struggle for Germany and the Origins of the Cold War by Melvyn P. Leffler

## Povezani člnanci
- Okupacija Japana
- Saveznička okupacija Austrije